# یسپر اولسن
یسپر اولسن (دانمارکی: Jesper Olsen؛ زادهٔ ۲۰ مارس ۱۹۶۱) یک بازیکن فوتبال در پست هافبک اهل دانمارک است.

## باشگاهی
از باشگاه‌هایی که در آن بازی کرده‌است می‌توان به منچستر یونایتد، آژاکس آمستردام، و بوردو اشاره کرد.

## تیم ملی
وی همچنین در تیم ملی فوتبال دانمارک بازی کرده است.

## افتخارات

### باشگاهی
آژاکس
- لیگ برتر فوتبال هلند (۲): ۱۹۸۱–۸۲, ۱۹۸۲–۸۳
- جام حذفی فوتبال هلند: ۱۹۸۲–۸۳

منچستر یونایتد
- جام حذفی فوتبال انگلستان: ۱۹۸۵